# Awa Sanoko
Awa Sanoko, née le 21 avril 1995 en Côte d'Ivoire, est une reine de beauté et mannequin ivoirienne. Elle est connue pour avoir été la première femme africaine à remporter, en 2015, la 27e édition du concours Miss Model of the World en Chine.
En août 2024, elle remporte la première édition de Secret Story Afrique.

## Biographie
Awa Geremaya Sandrine Sanoko est née en Côte d'Ivoire et y grandit. Elle s'intéresse au mannequinat à l'âge de 18 ans et se distingue lors de la huitième édition de l'Afrik Fashion Week qui se déroule à Abidjan. En effet, elle se fait remarquer par le styliste et créateur Giles Touré,, par ses cheveux courts, sa peau foncée et sa grande taille,.
Par la suite, elle remporte, en 2014 le concours Elite Model Look Central & West Africa, un important concours pour le monde du mannequinat, face à 12 candidates de l'Afrique de l'Ouest et du centre.
En octobre 2015, elle est choisie pour représenter la Côte d'Ivoire à  la 27e édition du concours Miss Model of the World en Chine. Elle remporte le concours le 30 octobre 2015 et devient la première mannequin noire à être élue Miss Model of the World,.
En 2024, elle participe à la première édition de l'émission de téléréalité Secret Story Afrique, diffusée sur Canal+ Afrique, et en sort vainqueur à l'issue de la finale du 10 août, gagnant ainsi la somme de 22 925 000 francs CFA. Le secret qu'elle y défendait était «Je suis l'un des plus beaux mannequins du monde.», en référence à son titre de Miss Model of the World,. 
En 2025, elle fait partie du jury de l'émission de télérélaité panafricaine Nouvelle Reine, également diffusée sur Canal+ Afrique, aux côtés de la styliste sénégalaise Adama Paris et du chanteur franco-congolais Singuila.